# فانيسا كروغر
فانيسا كروغر (بالألمانية: Vanessa Krüger)‏ هي ممثلة ألمانية، ولدت في 17 مارس 1991 ببرلين في ألمانيا.

## وصلات خارجية
- فانيسا كروغر على موقع IMDb (الإنجليزية)
- فانيسا كروغر على موقع روتن توميتوز (الإنجليزية)
- فانيسا كروغر على موقع ألو سيني (الفرنسية)
- فانيسا كروغر على موقع قاعدة بيانات الفيلم (الإنجليزية)
- فانيسا كروغر على موقع كينوبويسك (الروسية)